# 16 chansons - 16 succès (Dalida 1981)
16 chansons - 16 succès è una raccolta della cantante italo-francese Dalida, pubblicata nel 1981 da Carrere.
Contiene sedici brani del repertorio di Dalida e fa parte della serie 13 + 3 creata negli anni ottanta dalla casa discografica francese. Per questa stessa collana fu pubblicata, nel 1983, un'altra raccolta omonima di brani di Dalida.

## Tracce
Lato A
1. Monday Tuesday... Laissez-moi danser
2. Remember… c'était loin
3. Je suis toutes les femmes
4. Comme disait Mistinguett
5. Paroles, paroles (in duo con Alain Delon)
6. Il faut danser reggae
7. Il venait d'avoir 18 ans
8. The lambeth walk

Lato B
1. Gigi l'amoroso
2. Vedrai, vedrai
3. Problemorama (L'argent... l'argent...)
4. Alabama song
5. Ti amo (Je t'aime)
6. Rio do Brasil
7. Depuis qu'il vient chez nous
8. Salma ya salama